# 鴻池新田駅
鴻池新田駅（こうのいけしんでんえき）は、大阪府東大阪市西鴻池町一丁目にある、西日本旅客鉄道（JR西日本）片町線（学研都市線）の駅である。駅番号はJR-H37。

## 歴史

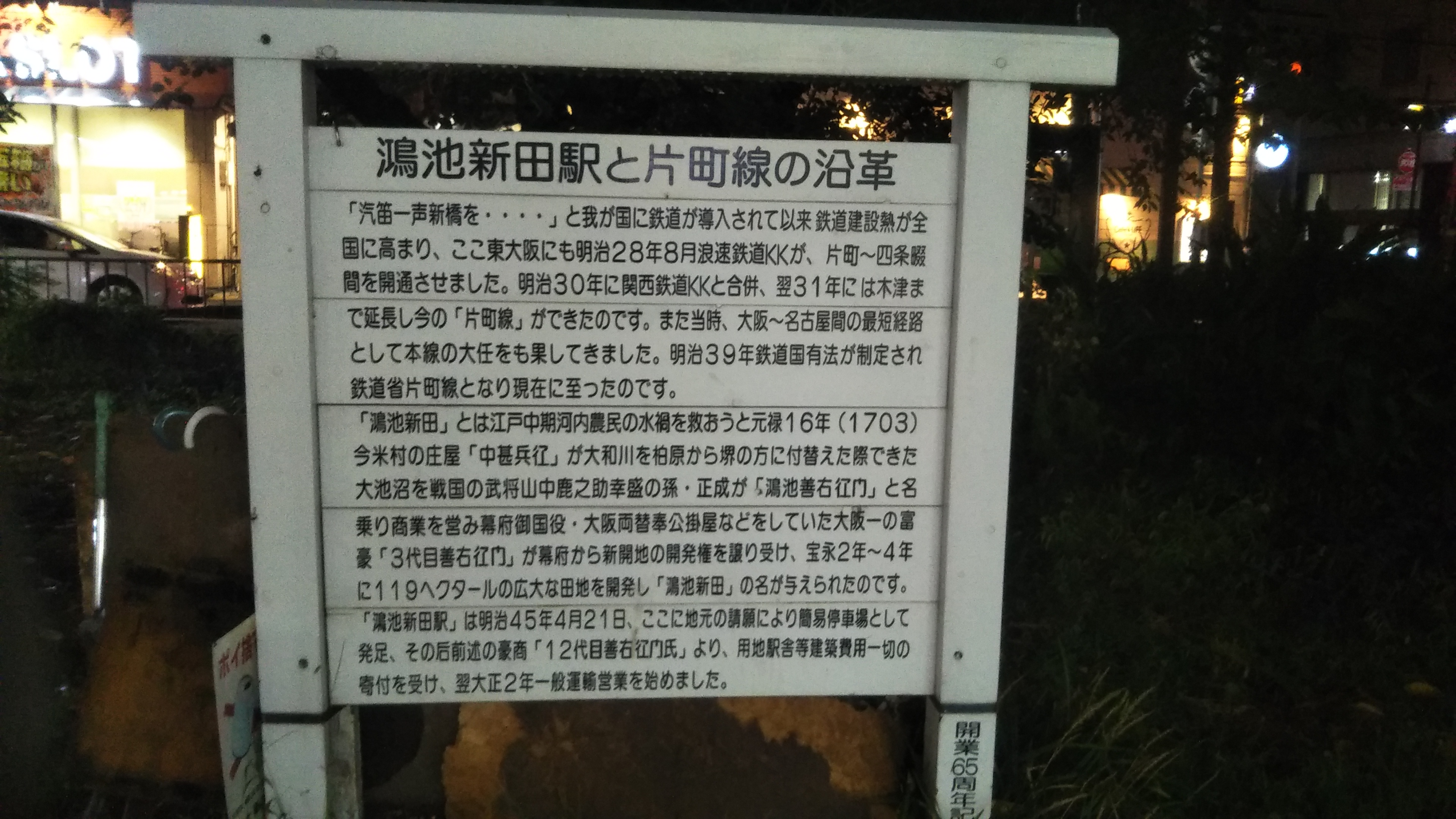
鴻池新田駅と片町線の沿革

- 1912年（明治45年）4月21日：鉄道院桜ノ宮線の住道駅と徳庵駅との間に開業[1]。一般駅[1]。
- 1913年（大正2年）11月15日：線路名称改定。桜ノ宮線が片町線に編入され、当駅もその所属となる。
- 1963年（昭和38年）2月1日：貨物の取り扱いを廃止し、旅客駅となる[1]。
- 1970年（昭和45年）
  - この年：高架化。
  - 10月1日：荷物扱い廃止[1]。
- 1987年（昭和62年）4月1日：国鉄分割民営化により西日本旅客鉄道（JR西日本）の駅となる[1]。
- 1988年（昭和63年）3月13日：路線愛称の制定により、「学研都市線」の愛称を使用開始。
- 1997年（平成9年）3月8日：Jスルーを導入[2]。
- 2003年（平成15年）11月1日：ICカード「ICOCA」の利用が可能となる。
- 2011年（平成23年）3月8日：JR宝塚・JR東西・学研都市線運行管理システム導入。接近メロディ導入。
- 2018年（平成30年）
  - 3月17日：駅ナンバリングが導入され、使用を開始。
  - 7月1日：JR西日本交通サービスによる業務委託駅となる。
- 2025年（令和7年）
  - 2月28日：みどりの窓口の営業を終了[3]。
  - 3月1日：みどりの券売機プラスを導入[3]
  - 7月1日 : JR西日本交通サービスによる業務委託駅から直営駅へ変更（巡回対応化）

## 駅構造
相対式ホーム2面2線を有する高架駅。8両編成対応。分岐器や絶対信号機を持たないため、停留所に分類される。改札口は地上に1ヶ所のみが設置される。ホームは屋根で覆われているのは7両編成のうち、3 - 6号車部分しかない。
四条畷駅が管理する直営駅かつICOCA利用可能駅（相互利用可能ICカードはICOCAの項を参照）。

### のりば
| のりば | 路線       | 方向 | 行先                           |
| ------ | ---------- | ---- | ------------------------------ |
| 1      | 学研都市線 | 下り | 京橋・北新地・尼崎方面         |
| 2      | 学研都市線 | 上り | 四条畷・松井山手・同志社前方面 |

- 上表の路線名は旅客案内上の名称（愛称）で表記している。

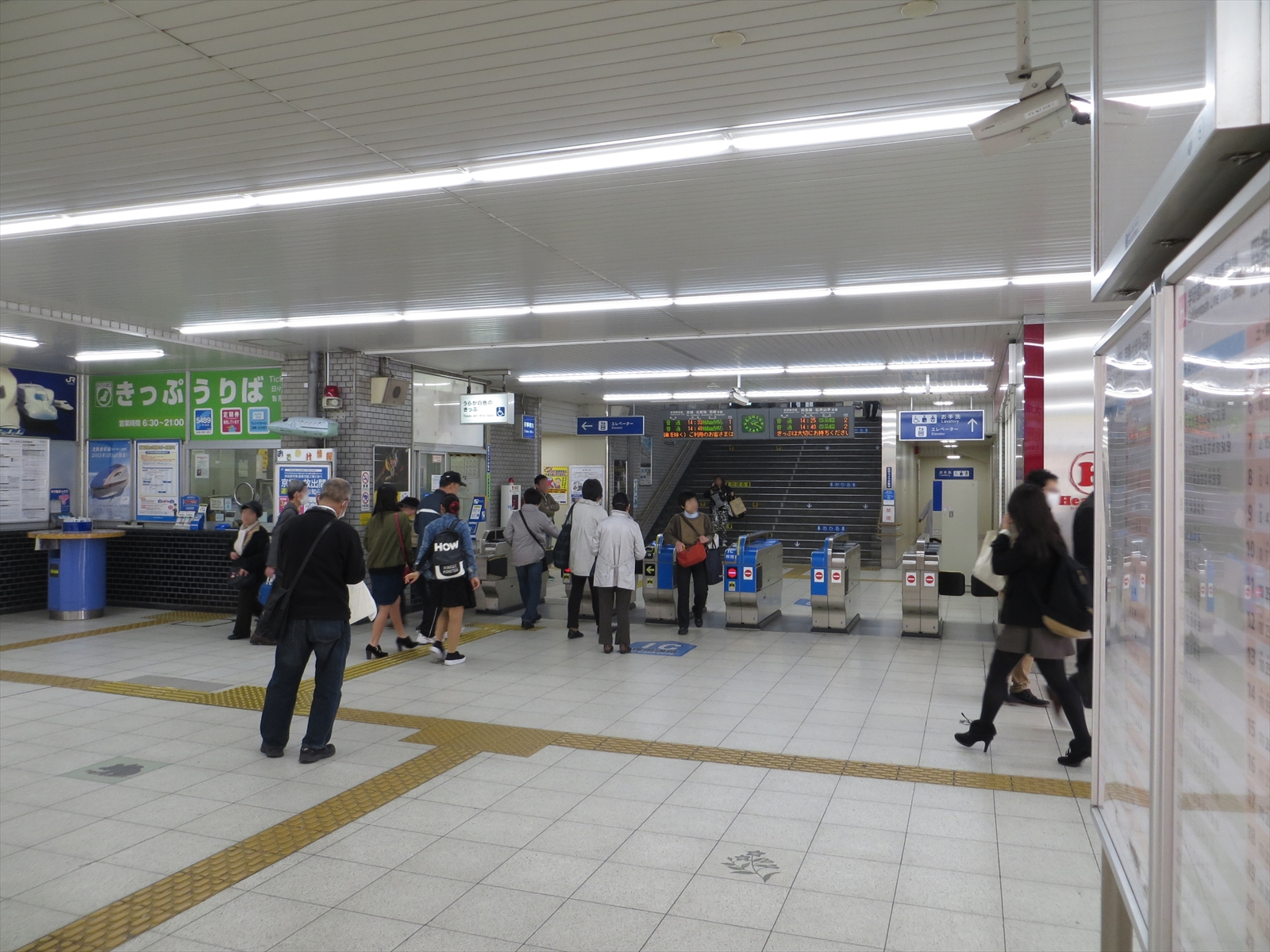
改札付近（2015年3月）
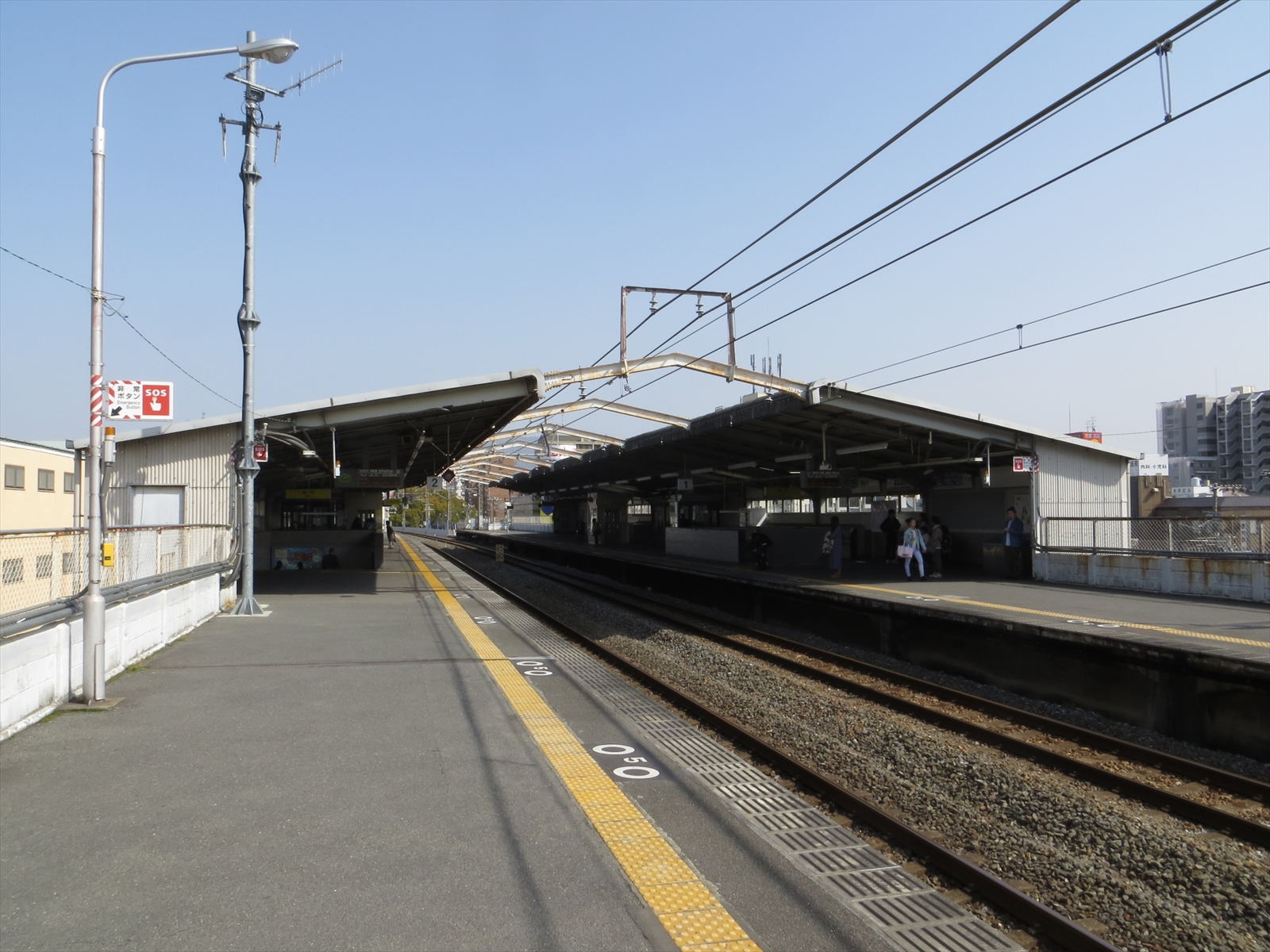
ホーム（2015年3月）

## 利用状況
2023年（令和5年）度の一日平均乗車人員は12,112人である。学研都市線の快速通過駅では最も多く、四条畷駅以遠の全ての快速停車駅を上回る。
各年度の1日の平均乗車人員は以下の通りである。
| 年度               | 1日平均 乗車人員 | 出典          |
| ------------------ | ---------------- | ------------- |
| 1988年（昭和63年） | 17,678           | [ 大阪府 1 ]  |
| 1989年（平成元年） | 17,732           | [ 大阪府 1 ]  |
| 1990年（平成02年） | 17,716           | [ 大阪府 2 ]  |
| 1991年（平成03年） | 17,387           | [ 大阪府 3 ]  |
| 1992年（平成04年） | 17,068           | [ 大阪府 4 ]  |
| 1993年（平成05年） | 16,873           | [ 大阪府 5 ]  |
| 1994年（平成06年） | 16,492           | [ 大阪府 6 ]  |
| 1995年（平成07年） | 16,420           | [ 大阪府 7 ]  |
| 1996年（平成08年） | 16,590           | [ 大阪府 8 ]  |
| 1997年（平成09年） | 16,052           | [ 大阪府 9 ]  |
| 1998年（平成10年） | 15,340           | [ 大阪府 10 ] |
| 1999年（平成11年） | 14,986           | [ 大阪府 11 ] |
| 2000年（平成12年） | 14,955           | [ 大阪府 12 ] |
| 2001年（平成13年） | 14,632           | [ 大阪府 13 ] |
| 2002年（平成14年） | 14,109           | [ 大阪府 14 ] |
| 2003年（平成15年） | 14,110           | [ 大阪府 15 ] |
| 2004年（平成16年） | 14,099           | [ 大阪府 16 ] |
| 2005年（平成17年） | 13,907           | [ 大阪府 17 ] |
| 2006年（平成18年） | 13,788           | [ 大阪府 18 ] |
| 2007年（平成19年） | 13,564           | [ 大阪府 19 ] |
| 2008年（平成20年） | 13,687           | [ 大阪府 20 ] |
| 2009年（平成21年） | 13,433           | [ 大阪府 21 ] |
| 2010年（平成22年） | 13,216           | [ 大阪府 22 ] |
| 2011年（平成23年） | 13,269           | [ 大阪府 23 ] |
| 2012年（平成24年） | 13,245           | [ 大阪府 24 ] |
| 2013年（平成25年） | 13,516           | [ 大阪府 25 ] |
| 2014年（平成26年） | 13,374           | [ 大阪府 26 ] |
| 2015年（平成27年） | 13,591           | [ 大阪府 27 ] |
| 2016年（平成28年） | 13,558           | [ 大阪府 28 ] |
| 2017年（平成29年） | 13,641           | [ 大阪府 29 ] |
| 2018年（平成30年） | 13,548           | [ 大阪府 30 ] |
| 2019年（令和元年） | 13,584           | [ 大阪府 31 ] |
| 2020年（令和02年） | 11,086           | [ 大阪府 32 ] |
| 2021年（令和03年） | 11,219           | [ 大阪府 33 ] |
| 2022年（令和04年） | 11,905           | [ 大阪府 34 ] |
| 2023年（令和05年） | 12,112           | [ 大阪府 35 ] |

## 駅周辺

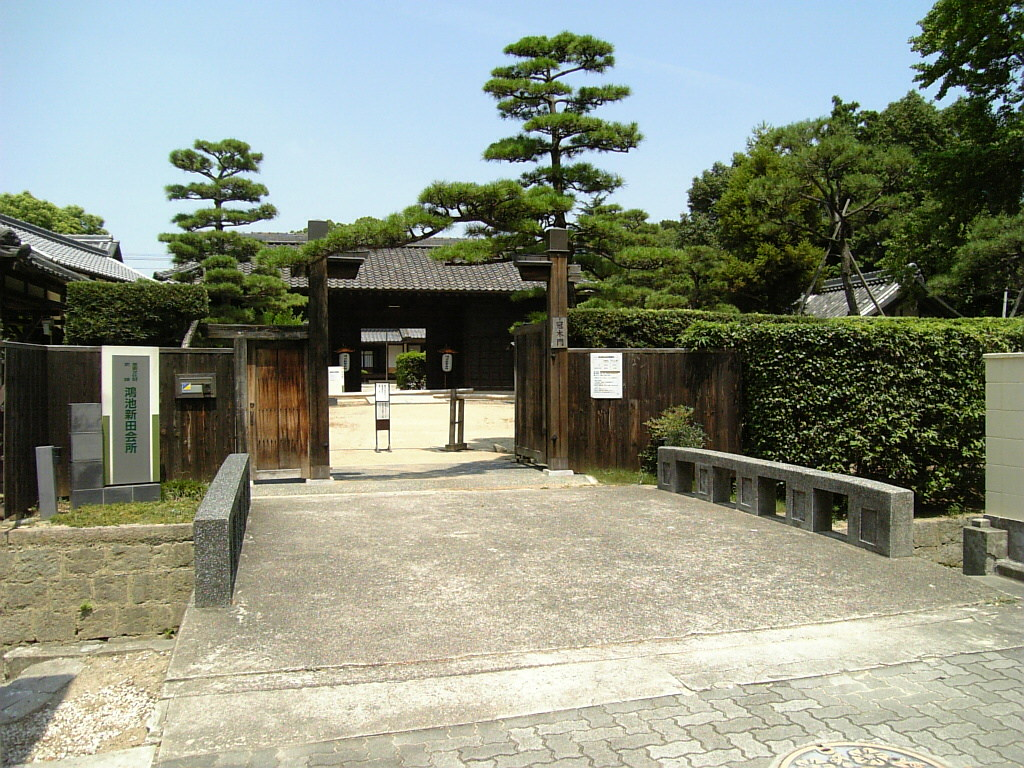
鴻池新田会所

駅北側の寝屋川を渡ると大東市である。大阪市鶴見区とも隣接する。国鉄末期と比べると停車本数が減らされ、近隣の門真南駅への地下鉄の延伸も行われたが、周囲は商業地として今も栄えている。駅東側の高架下からイオン鴻池店にかけて商店街、商業施設などが続く。
名勝・公共施設など
- 鴻池新田会所
- 鴻池スカイランド
- 鴻池水路（ビオトープ）
- 東大阪北インターチェンジ - 近畿自動車道

学校
- 太成学院大学（鴻池スポーツキャンパス）
- 太成学院大学高等学校
- 大阪府立城東工科高等学校
- 大阪府立茨田高等学校
- 鴻池学園高等専修学校
- 鴻池生活科学専門学校
- 大東市立諸福中学校
- 東大阪市立成和小学校

商業施設
- 鴻池グラナリーコート
- イオン鴻池店（旧鴻池サティ）

### バス路線
駅北口側の「鴻池新田駅」停留所に、近鉄バス春宮線（稲田営業所管轄）が発着する。
- 15番：小阪駅前

## その他
- 2029年度開業を目標とした、大阪モノレール本線門真市駅 - 瓜生堂駅（仮称）間の延伸が計画されており、当駅付近に接続駅となる「鴻池新田駅（仮称）」が設置される計画となっている[5]。

## 隣の駅
西日本旅客鉄道（JR西日本）
 学研都市線（片町線）
■快速・■区間快速
通過
■普通
住道駅 (JR-H36) - 鴻池新田駅 (JR-H37) - 徳庵駅 (JR-H38)

### 本文中の出典
1. 1 2 3 4 5 6  石野哲（編）『停車場変遷大事典 国鉄・JR編 Ⅱ』（初版）JTB、1998年10月1日、356頁。ISBN 978-4-533-02980-6。
2. ↑  「JR年表」『JR気動車客車編成表 '97年版』ジェー・アール・アール、1997年7月1日、187頁。ISBN 4-88283-118-X。
3. 1 2  “鴻池新田駅 | 駅情報：JRおでかけネット”.   西日本旅客鉄道. 2025年2月1日時点のオリジナルよりアーカイブ。2025年2月1日閲覧。
4. 1 2  “鴻池新田駅｜構内図：JRおでかけネット”.   西日本旅客鉄道. 2023年1月25日閲覧。
5. ↑  大阪モノレールからの延伸に係る軌道事業の特許申請事案 配付資料 (PDF)  - 国土交通省運輸審議会  2019年1月17日

### 利用状況の出典
1. ↑  大阪府統計年鑑 - 大阪府
2. ↑  東大阪市統計書

#### 大阪府統計年鑑
1. 1 2  大阪府統計年鑑（平成2年） (PDF)
2. ↑  大阪府統計年鑑（平成3年） (PDF)
3. ↑  大阪府統計年鑑（平成4年） (PDF)
4. ↑  大阪府統計年鑑（平成5年） (PDF)
5. ↑  大阪府統計年鑑（平成6年） (PDF)
6. ↑  大阪府統計年鑑（平成7年） (PDF)
7. ↑  大阪府統計年鑑（平成8年） (PDF)
8. ↑  大阪府統計年鑑（平成9年） (PDF)
9. ↑  大阪府統計年鑑（平成10年） (PDF)
10. ↑  大阪府統計年鑑（平成11年） (PDF)
11. ↑  大阪府統計年鑑（平成12年） (PDF)
12. ↑  大阪府統計年鑑（平成13年） (PDF)
13. ↑  大阪府統計年鑑（平成14年） (PDF)
14. ↑  大阪府統計年鑑（平成15年） (PDF)
15. ↑  大阪府統計年鑑（平成16年） (PDF)
16. ↑  大阪府統計年鑑（平成17年） (PDF)
17. ↑  大阪府統計年鑑（平成18年） (PDF)
18. ↑  大阪府統計年鑑（平成19年） (PDF)
19. ↑  大阪府統計年鑑（平成20年） (PDF)
20. ↑  大阪府統計年鑑（平成21年） (PDF)
21. ↑  大阪府統計年鑑（平成22年） (PDF)
22. ↑  大阪府統計年鑑（平成23年） (PDF)
23. ↑  大阪府統計年鑑（平成24年） (PDF)
24. ↑  大阪府統計年鑑（平成25年） (PDF)
25. ↑  大阪府統計年鑑（平成26年） (PDF)
26. ↑  大阪府統計年鑑（平成27年） (PDF)
27. ↑  大阪府統計年鑑（平成28年） (PDF)
28. ↑  大阪府統計年鑑（平成29年） (PDF)
29. ↑  大阪府統計年鑑（平成30年） (PDF)
30. ↑  大阪府統計年鑑（令和元年） (PDF)
31. ↑  大阪府統計年鑑（令和2年） (PDF)
32. ↑  大阪府統計年鑑（令和3年） (PDF)
33. ↑  大阪府統計年鑑（令和4年） (PDF)
34. ↑  大阪府統計年鑑（令和5年） (PDF)
35. ↑  大阪府統計年鑑（令和6年） (PDF)